# 羅馬尼亞足球總會
羅馬尼亞足球總會（羅馬尼亞語：Federaţia Română de Fotbal，簡稱FRF）是羅馬尼亞的足球主管團體，總部設於布加勒斯特，負責組織各級聯賽（但最高級別的羅馬尼亞足球甲級聯賽不在管轄範圍內）及羅馬尼亞國家隊。

## 外部連結
- Official website （页面存档备份，存于）
- Romania （页面存档备份，存于） at FIFA site
- Romania （页面存档备份，存于） at UEFA ste